# Kame
För gravyren, se kamé.

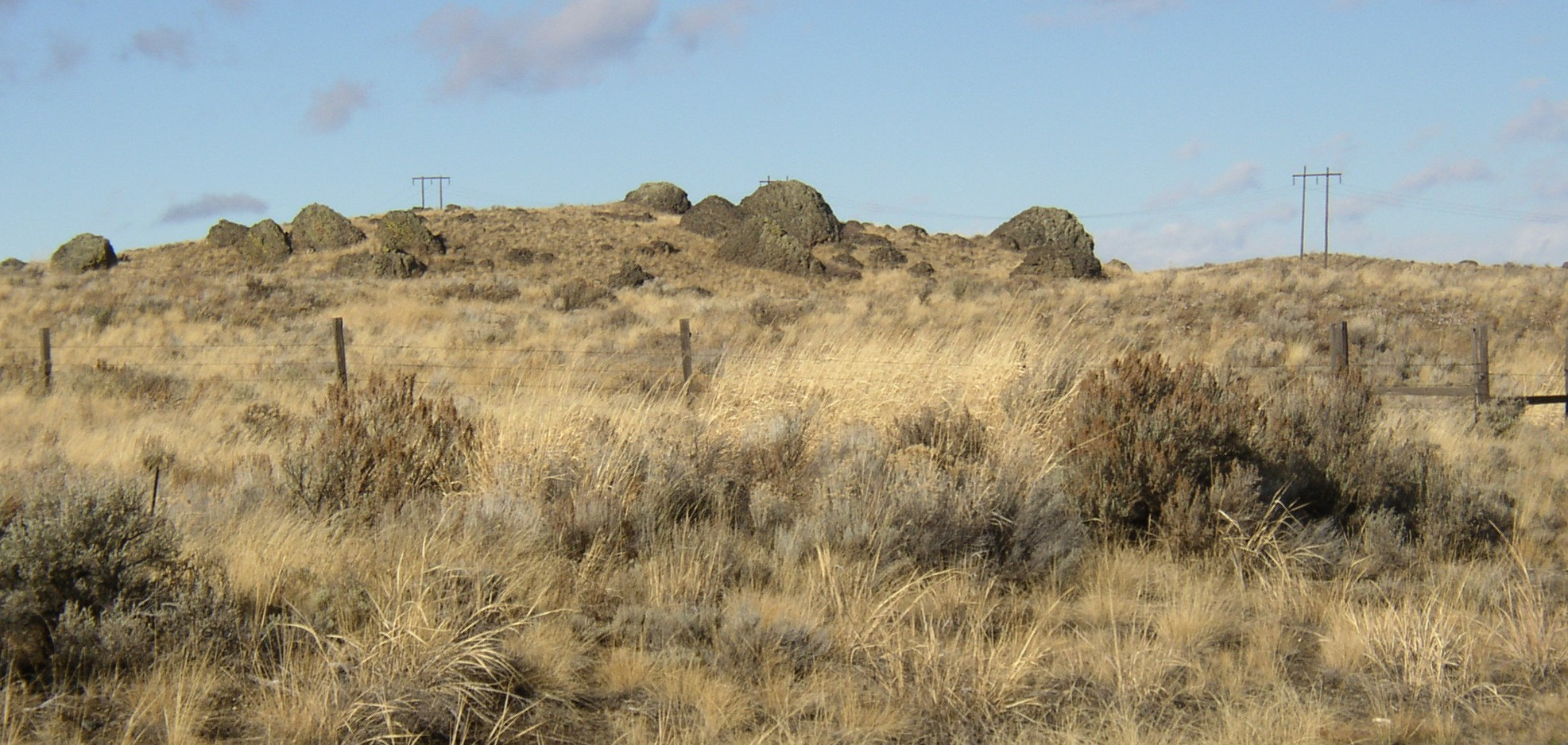
Kamekullar på Watervilleplatån, del av Columbiaplatån i delstaten Washington, USA

Kame (av lågskotskans came, kam) är en typ av geologisk formation, bestående av enstaka kullar (kamekullar) eller ett kulligt landskap (kamelandskap eller kamefält). Kullarna består huvudsakligen av grus och sand, sediment från isälvar, som ansamlats i en urgröpning i en glaciär, och sedan blivit kvar efter glaciärens nedsmältning. 
Kamekullar förekommer ofta tillsammans med dödisgropar.